# 砺波総合運動公園
砺波総合運動公園（となみそうごううんどうこうえん）は、富山県砺波市柳瀬にある富山県西部最大の運動公園である。公益財団法人砺波市体育協会により管理・運営されている。通称『風の丘公園』。

## 施設
出典→
野球場（チューリップスタジアム）
両翼98m、中堅122m。
スタンド収容人数10,000人（メイン4,000人、外野6,000人）。
独立リーグ球団の富山サンダーバーズ→富山GRNサンダーバーズが2007年のリーグ戦開始以来ホームゲームを開催している。
多目的競技場
サッカー1面、ラグビー1面、ソフトボール2面の兼用グラウンド。
面積19,800m2、天然芝。
収容人数6,000人（メイン1,200人、芝生4,800人）
野球・ソフトボール広場
野球2面、ソフトボール2面。
面積14,100m2
サッカー・ラグビー広場
サッカー1面、ラグビー1面
面積23,100m2
風の丘
施設の南側（砺波市民プールの付近）にある広場。飛行船を模した大型複合遊具（砺波市内最大規模）などが設置されている。
当初は体育館の建設も予定されていたが、富山県が2000年とやま国体に合わせて『県西部総合体育館』の建設構想が立てられたため、砺波市が総合運動公園内に建設を要望したところ、1993年3月にほぼ内定した。

## 沿革
- 1987年7月 - 柳瀬の庄川沿いに『リバーサイドスポーツプラザ』建設構想が持ち上がり、砺波市スポーツ振興財団により、1989年3月に建設報告書が出来上がる[3]。
- 1989年
  - 3月 - 建設報告書完成[3]。
  - 11月 - 砺波市都市計画決定。自治省ふるさとづくり特別対策事業と都市計画公園事業で進められ、予算は用地費6億円、建設事業費21億件、計27億円とした[3]。
  - 年内 - 敷地造成工事に着手[4]。
- 1990年4月22日 - 庄川緑地完成[5]。
- 1993年
  - 3月 - ほぼ完成[3]。
  - 4月3日[6] - 竣工およびオープン[3]。野球場は愛称を公募して『チューリップスタジアム』と命名した。また、多目的競技場、野球・ソフトボール広場、サッカー・ラグビー広場は庄川の河川敷を利用した芝生グラウンドである[4]。
- 1996年6月 - 野球場に夜間照明を設置[4]。
- 2002年7月31日 - 風の丘が完成（これを以て全事業が完了）[7]。
- 2023年8月27日 - 野球場のスコアボードが落雷により故障[8]。
- 2025年3月30日 - 野球場のスコアボードの改修工事が完了[8]。フルカラーLED化、画像解析による球速計測システムの導入、落雷対策としての避雷針の設置[9]。

## 付近にある施設
- 芝生広場
- 富山県西部体育センター
- 砺波市温水プール